# Taisuke Muramacu
Taisuke Muramacu (japonsky 村松 大輔, * 16. prosince 1989) je japonský fotbalista.

## Klubová kariéra
Hrával za Honda FC, Shonan Bellmare, Shimizu S-Pulse, Tokushima Vortis, Vissel Kobe a Giravanz Kitakyushu.

## Reprezentační kariéra
S japonskou reprezentací se zúčastnil Letních olympijských her 2012.